# 宮島町
宮島町（みやじまちょう）は、かつて広島県にあった町。佐伯郡に属した。

## 概要
日本三景・安芸の宮島（厳島）として知られた。特に厳島神社は神殿を始め数多くの国宝・重要文化財を持ち、1996年（平成8年）にはユネスコの世界遺産（文化遺産）にも登録された。町域は厳島全体と一致していた。

## 沿革
- 1889年（明治22年）4月1日 - 町村制施行により、厳島町が発足。以後2005年（平成17年）の合併まで、区域変更なし。
- 1950年（昭和25年）11月3日 - 厳島町から宮島町に町名変更。
- 2005年（平成17年）11月3日 - 対岸の大野町とともに廿日市市に編入合併され、消滅した。新しい地名は「廿日市市宮島町」。同時に佐伯郡も消滅した。

## 合併をめぐる経緯
宮島町は戦前の町村制施行以来一度も合併を経験せず、100年以上にわたって単独町制を維持していた。しかし町域すべてが信仰の対象であること、文化財を多く持つこと、島嶼部であることなどの理由から産業振興や再開発について制約が多く生じていた。高度経済成長期以降は人口流出と財政難も深刻化し、特に公営事業（宮島水族館・宮島競艇）会計の長期積立金を取り崩して一般財源の不足分に宛てていた慣行は問題視された。なかでも2004年（平成16年）3月8日には地方自治法に基づき、広島県から財政運営を健全化するよう勧告を受けるほどの危機的状況であった。このため、宮島町は平成の大合併において合併特例債を当て込んだ合併論議の渦中に置かれた。
2003年（平成15年）3月、当時の小田和宣町長は対岸の大野町とともに廿日市市に合併協議に関する申し入れを行った。だが、町民の間では廿日市市よりも遠方ではあるが知名度のある広島市と合併すべきであるという意見も根強かった。これは「宮島町」という知名度のある名称が消えることによる、観光振興上の懸念を代表する意見であった。一方で、廿日市・大野地域とは上下水道やごみ収集などのインフラ面で既に基盤を共にしており、行政サービスの充実を重視する立場からは廿日市市との合併が望ましいとする意見も有力であり、「廿日市市か広島市か」は町を二分する論争に発展した。
同年5月の宮島町議選（定数10）では合併先が最大の争点となり、廿日市市派6人、広島市派4人という結果になったが、有効得票の44.8パーセントを獲得した広島市派は住民投票による直接採択を主張し、廿日市市との合併協議は一旦中断した。
2004年（平成16年）8月22日、合併相手を廿日市市とするか、広島市とするかを問う宮島町住民投票が実施された。結果は廿日市市票917、広島市票711、無効票5。206票差で廿日市市が合併相手に決定した。
その後、同年11月に法定協議会が設置され、翌2005年（平成17年）2月に両市・町議会で合併議決。県議会議決と総務大臣告示を経て、2005年（平成17年）11月3日に廿日市市と合併し、町域は廿日市市宮島町となった。

## 大字
上記のように市町村制施行から消滅までの約100年間一度も合併を経験してこなかったため、大字は編成されていない。なお、郵便番号は小字ごとに割り当てられている。

## 行政
町長
- 佐々木雄三 - 2003年（平成15年）8月3日就任。

## 地理
- 山 ： 弥山

## 交通

### 港湾
- 厳島港

#### 航路
以下の航路は、主要県道の広島県道43号厳島公園線（1954年（昭和29年）9月17日・告示510号）に指定されていた。
- 宮島航路
  - JR西日本宮島フェリー
    - 宮島連絡船 ： 宮島桟橋

  - 宮島松大汽船
    - 宮島航路 ： 宮島桟橋

### 鉄道
町内を鉄道は通っていない。鉄道の最寄り駅は、広島電鉄宮島線広電宮島口駅およびJR西日本山陽本線宮島口駅。

### 県道
- 広島県道43号厳島公園線（1954年（昭和29年）9月17日・告示510号）[3]
- 広島県道170号厳島港厳島神社線（1960年（昭和35年）10月10日・告示682号）[3]

## 名所・旧跡・観光
- 厳島神社
  - かおり風景100選 ： 厳島神社潮のかおり
- 宮島水族館
- 宮島歴史民俗資料館
- 紅葉谷公園
- 大聖院
- 弥山

## 施設
- 包ヶ浦自然公園
- 広島大学大学院理学研究科附属宮島自然植物実験所